# Klireryle
Klireryle (Calidris himantopus) er en vadefugl, der yngler i Nordamerikas arktiske tundra. Den overvintrer i det nordlige Sydamerika, og er en sjælden gæst i Europa. Den blev set i Vejlerne i Danmark i 1998.